# 徳川秀忠
徳川 秀忠（とくがわ ひでただ、旧字体：德川 秀忠）は、安土桃山時代から江戸時代にかけての武将。江戸幕府の第2代将軍（在職：慶長10年（1605年） - 元和9年（1623年））。

## 生涯

### 出生から後継者になるまで

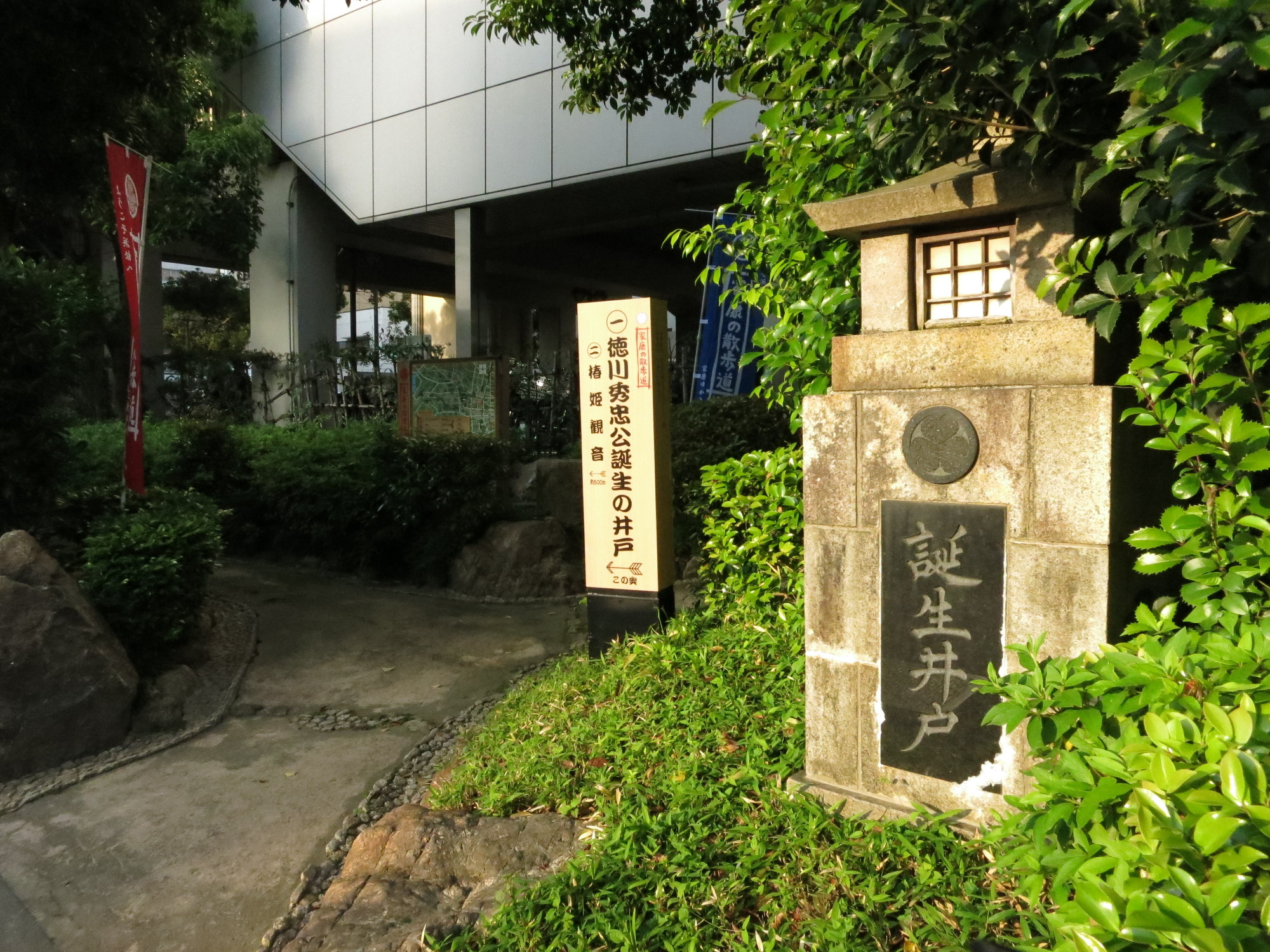
秀忠が産湯を使ったと伝わる井戸

天正7年4月7日（1579年5月2日）、徳川家康の三男として遠江国浜松城に誕生する。母は、西郷局（戸塚忠春の娘、伯父・西郷清員の養女）。母の実家・三河西郷氏は土岐氏一族で、室町時代初期には三河国守護代を務めたこともある名家であり、当時も三河国の有力な国人であった。乳母・大姥局によって養育される。同母弟に関ヶ原の戦いで活躍した松平忠吉がいる。
秀忠が誕生してから5ヶ月後に長兄・信康が切腹している。次兄・秀康は豊臣秀吉に養子（徳川家や本願寺の認識、秀吉側の認識は人質）として出され、後に結城氏を継いだため、母親が三河国の名家出身である秀忠が実質的な世子として処遇されることになった。
長丸（秀忠）の存在が注目されたのは、家康と秀吉の講和条件として秀吉の妹である朝日姫（旭姫）を家康に嫁がせることになった時である。同時代の史料では確認できないものの、『三河後風土記』や『武徳編年集成』にはこの時家康が「朝日姫が家康の子を産んでも嫡子とはしないこと」・「長丸を秀吉の人質としないこと」・「万一、家康が死去しても秀吉は徳川領5か国を長丸に安堵して家督を継がせること」を条件にしたと伝えられている。一方、講和条件として朝日姫との婚姻を要望したのは家康側であるとする黒田基樹は、家督問題を考慮して婚姻時に朝日姫と長丸の間で養子縁組が結ばれたとしている。
また、『徳川実紀』によると、天正11年（1583年）の段階で、徳川家臣団が正月の祝いのために浜松城に登城した際、家康と当時5歳の秀忠の父子が相並んでこれを受けた、としているので、この時点で後継者は秀忠に決定していた、とする説がある。
天正18年（1590年）1月7日、小田原征伐に際して実質的な人質として上洛した。これは秀吉が諸大名の妻子を人質に取るように命じた天正17年9月のいわゆる「妻子人質令」を受けての措置であるが、秀吉は長丸の上洛を猶予しているのに対して家康から長丸を上洛させる希望を述べており、更に上洛後も秀吉に拝謁し、織田信雄の娘で秀吉の養女・小姫（春昌院）と祝言を挙げた直後の同月25日には秀吉の許しを得て帰国しており、他大名の妻子とは別格の待遇を受けている。
この上洛中の1月15日に秀吉に拝謁した長丸は元服して秀吉の偏諱を受けて秀忠と名乗ったとされ（『徳川実紀』）、秀吉から、豊臣姓を与えられる。ただし、同年12月に秀忠が再度上洛した時の勧修寺晴豊の日記『晴豊記』天正18年12月29日条には秀忠を「於長」と称しており、秀忠の元服と一字拝領は同日以降であった可能性もある。なお、翌天正19年（1591年）6月に秀吉から家康に充てられた書状では秀忠を「侍従」と称しており、この時には元服を終えていたと考えられる。父・家康の一字と秀吉の偏諱を用いた「秀康」は既に異母兄が名乗っているため、徳川宗家（安祥松平家）の通字として使用されていたもう一つの字である「忠」が名乗りに用いられたと考えられている。
また、秀吉の養女・小姫（春昌院）との婚姻については、小姫の実父である信雄と秀吉が仲違いして信雄が除封されたことにより離縁となり、翌天正19年（1591年）に7歳で病死したとされる。ただし、当時は縁組の取決めをすることを「祝言」と称し、後日正式に輿入れして婚姻が成立する事例もあることから、婚約成立後に信雄の改易もしくは小姫の早世によって婚姻が成立しなかった可能性も指摘されている。また、小姫との婚約は秀忠を秀吉の婿にするための縁組であるため信雄の改易後も婚約は継続していたが、小姫が早世したために成立しなかったとする見方もある。
文禄の役では榊原康政・井伊直政の後見を受けつつ、名護屋へ出陣した家康の替わりに関東領国の統治を行う。文禄元年に秀吉の母大政所が死去した際には弔問のため上洛し、9月には中納言に任官して「江戸中納言」と呼ばれる。また同年には多賀谷重経の出陣拒否を理由に、秀吉は居城の下妻城破却を秀忠に命じている。文禄2年12月には大久保忠隣が秀忠付になる。
文禄4年（1595年）7月に秀次事件が起きた際、京に滞在していた秀忠は伏見に一時移動している。このことについて、後世の『創業記考異』等には、秀次が秀忠を人質にしようとしたため忠隣が避難させたとある。秀次の切腹によりお拾が秀吉の後継者に定まると、9月17日にお拾の生母淀殿の妹達子が秀吉の養女として秀忠と再婚する。また秀吉から、羽柴の名字を与えられる。
その後も畿内に留まることの多い家康に代わり関東領国の支配を行い、江戸城本丸は「本城」として秀忠が住む一方で、新たに整備された西之丸は隠居曲輪として家康が帰国した際の所在地となった。また秀忠自身も度々上洛している。
慶長3年（1598年）に記された秀吉の遺言状では、家康が年をとって患いがちになった場合には秀忠が代わりに秀頼の面倒をみること、また家康は三年間は在京し、その間に領地に用がある場合は秀忠を下向させるべきと定めている。遺言の通り、秀吉死去直後に秀忠が家康の命で帰国している。
慶長5年（1600年）の関ヶ原の戦いでは、東海道を進む家康本隊に対して、当初は上杉の備えとして宇都宮に在陣し、その後に中山道を通り甲信地方の真田氏を平定する別働隊の指揮を命じられた。信濃国上田城攻め最中の9月8日に家康から即時上洛を命じられ行軍を急いだが、9月15日（新暦10月21日）の関ヶ原本戦には間に合うはずもなかった。
9月20日に大津に到着した秀忠に対して家康は、急な行軍で軍を疲弊させたことを叱責した（遅参が理由では無い点に注意）。
関ヶ原の戦いのあと家康は三人の息子のうち誰を後継者にすべきかを家臣を集めて尋ねた。本多正信は結城秀康を推し、井伊直政と本多忠勝は松平忠吉を推し、大久保忠隣のみが「乱世においては武勇が肝要ではありますが天下を治めるには文徳も必要です。知勇と文徳を持ち謙譲な人柄の秀忠様しかおりませぬ」とただ一人秀忠を推した。後日家康は同じ家臣を集め後継者は秀忠とすると告げたとする逸話がある。ただし上記の様にこれ以前に秀忠の後継者としての地位は既に固まっており、この逸話の信憑性は低い。

### 大納言・右近衛大将
慶長6年3月に秀忠は大納言に任じられ翌月に関東へ帰国する。翌7年1月には家康より関東領国の内20万石を与えられ、秀忠は自身の直臣に知行を与えている。6月には佐竹の旧領収公を付属の正信・忠隣が行った。

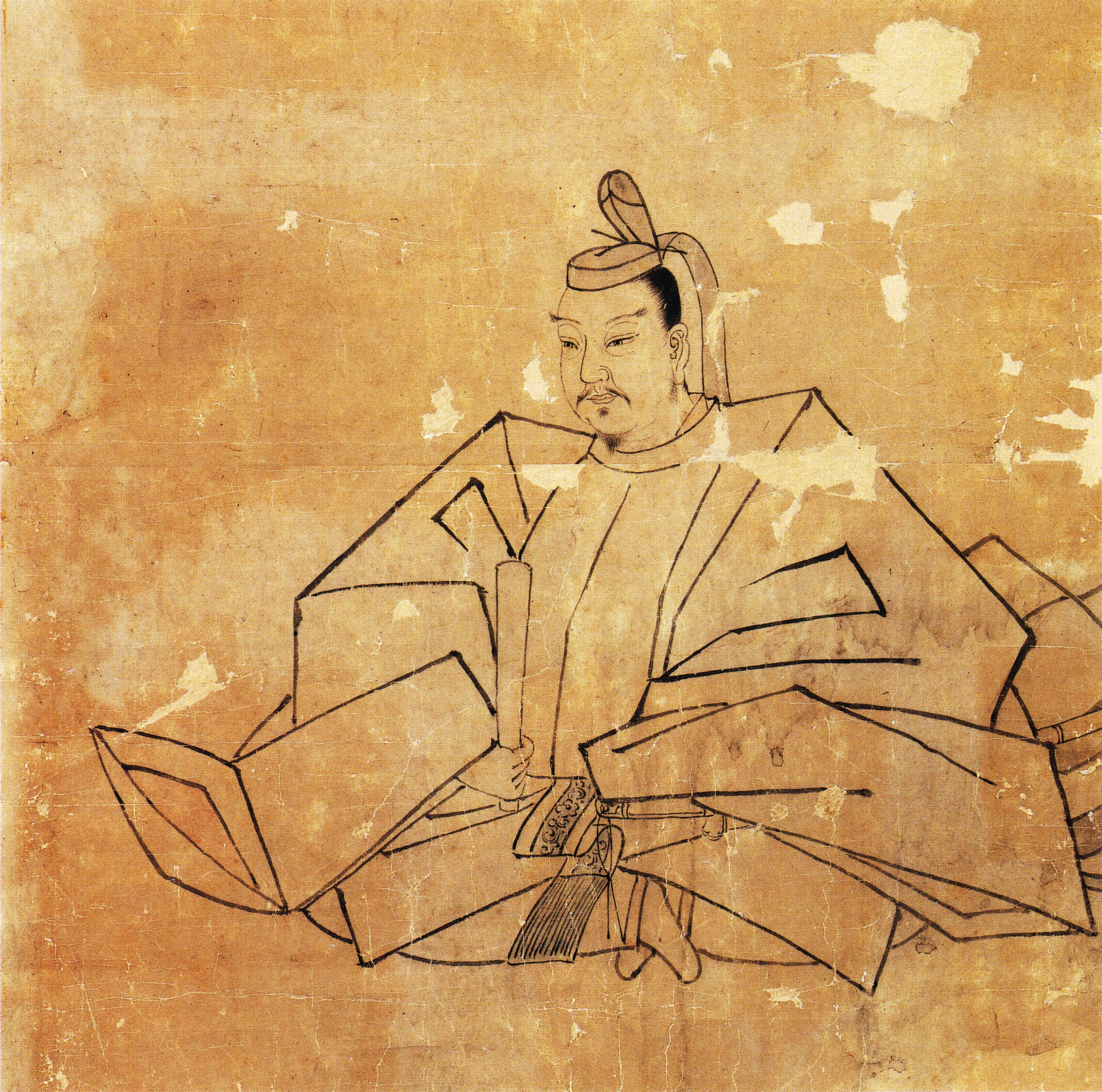
徳川秀忠像（德川記念財団蔵）

慶長8年（1603年）2月12日に悲願の征夷大将軍に就いて幕府を開いた家康は、徳川氏による将軍職世襲を実現するため、嫡男・秀忠を右近衛大将にするよう朝廷に求め、慶長8年（1603年）4月16日に任命させた（すでに大納言であり、父・家康が左近衛大将への任官歴があったので、すぐに認められた）。それまでの武家の近衛大将任官例は武家棟梁にほぼ限られ、征夷大将軍による兼任が例とされていた。これにより、秀忠の徳川宗家相続が揺るぎないものとなった。この時期の秀忠は江戸右大将と呼ばれ、以後代々の徳川将軍家において右大将といえば、将軍家世嗣をさすこととなる。
関ヶ原の戦いの論功行賞を名目に、豊臣恩顧の大名を改易、西国に移した徳川家は、東海・関東・南東北を完全に押さえ、名実ともに関東の政権を打ち立てた。2年後の慶長10年（1605年）、家康は将軍職を秀忠に譲り、秀忠が第2代征夷大将軍となることとなる。

### 征夷大将軍
慶長10年（1605年）正月、父・家康は江戸を発ち伏見城へ入る。2月、秀忠も関東・東北・甲信などの東国の諸大名あわせて16万人の上洛軍を率い出達した。
3月21日、秀忠も伏見城へ入る。4月7日、家康は将軍職辞任と後任に秀忠の推挙を朝廷に奏上し、4月16日、秀忠は第2代将軍に任じられた。これにより建前上家康は隠居となり大御所と呼ばれるようになり、秀忠が徳川家当主となる。このとき、家康の参内に随行した板倉重昌も叙任された。
徳川秀忠 征夷大将軍の辞令（宣旨）「壬生家四巻之日記」
```
權大納
󠄁
言源朝
󠄁
臣秀忠
左中辨藤
󠄁
原朝
󠄁
臣總光傳宣
權中納
󠄁
言藤
󠄁
原朝
󠄁
臣光豐宣
奉 勅件人宜爲征夷大將軍者
慶長十年四月十六日
中務大輔兼
󠄁
右大史算博
󠄁
士小槻宿禰孝亮奉
```

（訓読文）
```
権大納言源朝臣秀忠（徳川秀忠）
左中弁藤原朝臣総光（広橋総光、正四位上・蔵人頭兼帯）伝へ宣（の）り
権中納言藤原朝臣光豊（
勧修寺光豊
、従三位・武家伝奏）宣（の）る
勅（みことのり）を奉（うけたまは）るに、件人（くだんのひと）宜しく征夷大将軍に為すべし者（てへり）
慶長10年（1605年）4月16日 中務大輔兼右大史算博士小槻宿禰孝亮（壬生孝亮、従五位下）奉（うけたまは）る
```

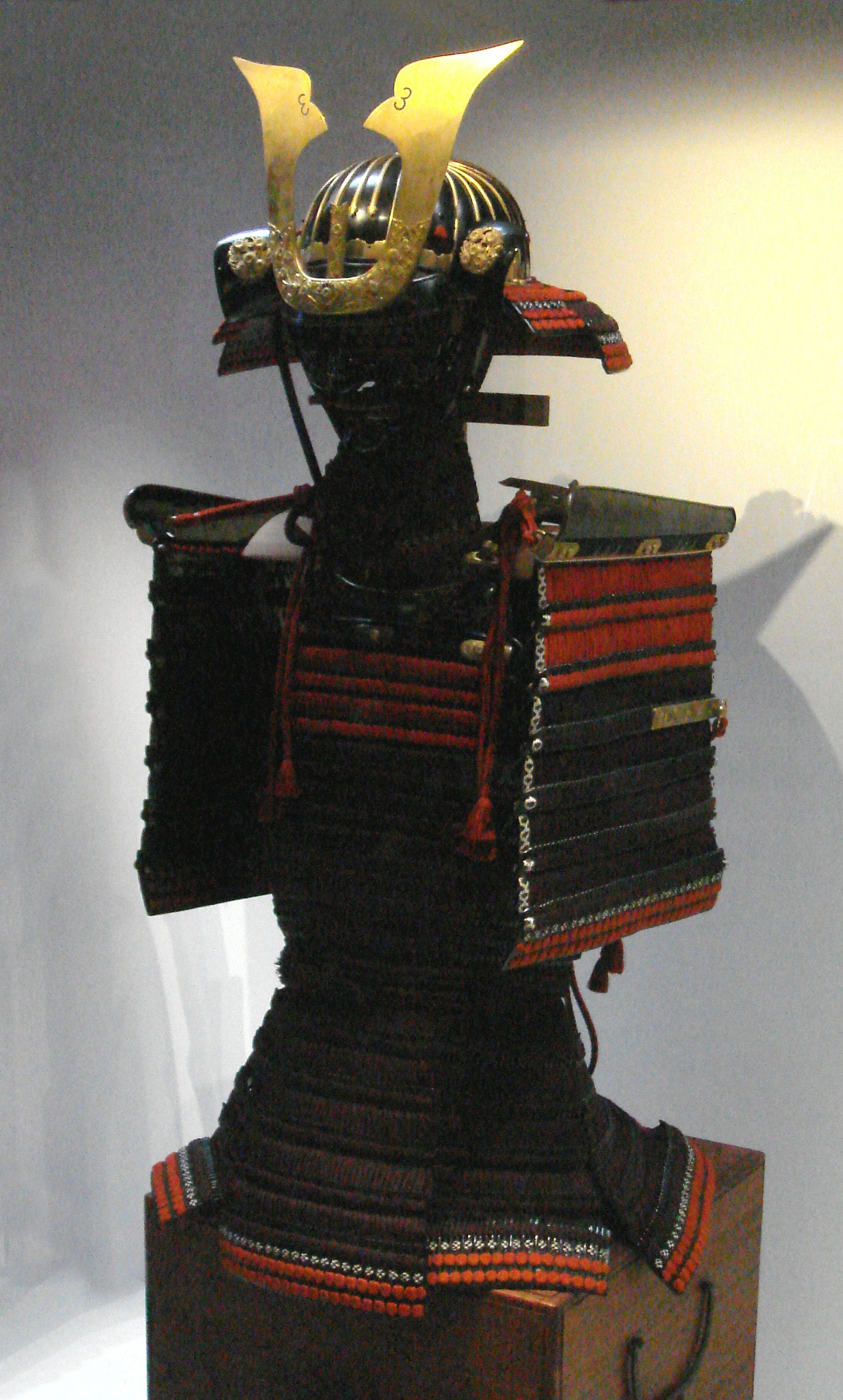
1613年に英国船クローブ号でジョン・セーリスが来日した際に、英国王ジェームズ1世への返礼に秀忠が贈った甲冑のひとつ。ロンドン塔蔵。

将軍・秀忠は江戸城に居住し、駿府城に住む大御所・家康との間の二元政治体制になるが、本多正信らの補佐により家康の意を汲んだ政治を執った。おもに秀忠は徳川家直轄領および譜代大名を統治し、家康は外様大名との折衝を担当した。なお、将軍襲職の際に源氏長者、奨学院別当は譲られなかったとする説がある。『徳川実紀』にはなったと書いてあるが、これは没後さかのぼってのことだというのである。これが事実なら、徳川将軍で唯一源氏長者にならなかった将軍ということになる。
将軍就任により武家の長となった秀忠は自身の軍事力増大を行う。秀忠は将軍就任と同じ慶長10年に親衛隊として書院番を、翌年に小姓組を創設して、自身に直結する軍事力を強化した。慶長12年に家康が駿府城に移った後の伏見城には城代として松平定勝が入る一方、秀忠麾下の大番や関東の譜代大名が交代で警衛に当たっており、秀忠の持城になった。同年、江戸に到着した家康は秀忠へ金3万枚、銀1万3千貫を与えている。
続いて慶長13年（1608年）冬から翌年春には関東の大名・旗本の観閲を行った。慶長15年（1610年）閏2月には将軍就任後は家康が隠居した駿府へ赴く以外は概ね関東・江戸に留まった秀忠は、三河国田原で勢子大将を土井利勝・井伊直孝が務める大規模な巻狩を行っている。この時に供奉した旗本は美麗を極め、要した費用は計り知れないと言われた。またこの巻狩で家臣2人が喧嘩を行い、片方は死亡し片方は秀忠の命で処刑されたが、この喧嘩は他者には伝播せず日頃の法度により統率が取れていたとある。この狩に動員された人数は、同行した本多忠勝によれば4万2・3千人とされ、源頼朝による富士の巻狩りと同じく将軍である自身の権威誇示や軍事演習の側面があった。なお狩りを終えた後、江戸への帰国時に駿府を訪れた秀忠は、家康から自身が亡くなった際には子の徳川義直・徳川頼宣を特に引き立てることを頼まれており、帰国の途上で秀忠は涙を流したとある。
慶長16年（1611年）、後に三ヶ条の条書とよばれることとなる大名誓紙を豊臣を除く大名から徴収した。
秀忠の軍事力が整備されたことを確認した家康は、続いて財政の譲渡を行う。慶長16年よりこれまで駿府へ収めた上方の年貢を江戸に収めるように変更し、翌年には諸国にある天領の内、多くが江戸へ年貢を納めるように変更された。ただし美濃国・伊勢国、また近江国の内13万石は駿府へ、また駿河国・遠江国・尾張国の年貢は頼宣・義直へ収めるとされた。また慶長16年1月に秀忠麾下の老中・奉行となった安藤重信に対して、家康は慶長5年（1600年）以来の勘定の監査を命じ、慶長17年（1612年）8月に重信はこの監査を完了した。その後、慶長18年（1613年）には大久保長安事件を始めとした代官・吏僚の横領発覚とその処罰が多数行われた。
秀忠の権力強化は家臣団の交代にも現れている。将軍就任の翌年慶長11年（1606年）には既に政務から離れていた榊原康政が亡くなり、また関東総奉行の青山忠成・内藤清成は家康の狩場に領民が鳥網・鳥籠の設置を許可したとして、家康の怒りを受けた秀忠が両人を解任。同じく総奉行の本多正信は老中に横滑りをして、関東総奉行の職は消滅した。慶長19年には大久保忠隣が改易され、正信を除き旧来の家臣は江戸政権の主要な役職から去り、秀忠の近臣がその地位を占めた。

### 右大臣
慶長19年（1614年）3月9日右大臣となり官位で秀頼に追いついた。また、位階は従一位となり正二位の秀頼を超えた。方広寺鐘銘事件では家康へ頻繁に近臣を派遣して連絡を密にしており、秀忠も家康と同様に豊臣家に対して怒りを示している。その後、勃発した大坂冬の陣では出陣しようとする家康へ利勝を派遣して、自分が出陣するので家康は関東の留守を預かることを要請している。
家康が秀忠の要請を容れず、自身がまず上洛して情勢を確認し、問題がなければ処置をして帰国するが、もし豊臣方が籠城等を行うなら秀忠の名で攻め滅ぼすので兵を派遣して欲しいと求めたのに対して、使者の利勝はその際は秀忠が兵を率いて上洛すると提案し、これが容れられている。
10月23日、江戸を出陣した秀忠は行軍を急ぎ、家康より幾度も整然とした進軍を求められるが応じず、11月7日に近江国永原（滋賀県野洲市永原）に到着すると、遅れた後軍が追い着くまで数日逗留している。その後の城攻めでは総大将として強攻を主張するも容れられず、また講和後の堀埋め立ての現場指揮を行った。慶長20年（1615年）のいわゆる「夏の陣」では豊臣家重臣・大野治房によって本陣を脅かされた。
豊臣家滅亡後、家康とともに武家諸法度・禁中並公家諸法度などの制定につとめた。
元和2年（1616年）1月21日夜に家康が発病した際には、使者が12時間で江戸へ報を伝えている。秀忠は2月1日に江戸を発して翌日に駿府へ到着、以後は4月17日の家康死去まで駿府に滞在して父の死を看取り、22日に葬られた久能山に参拝後、24日に江戸へ帰った。また家康の後を追うように正信も6月に亡くなっている。

### 親政

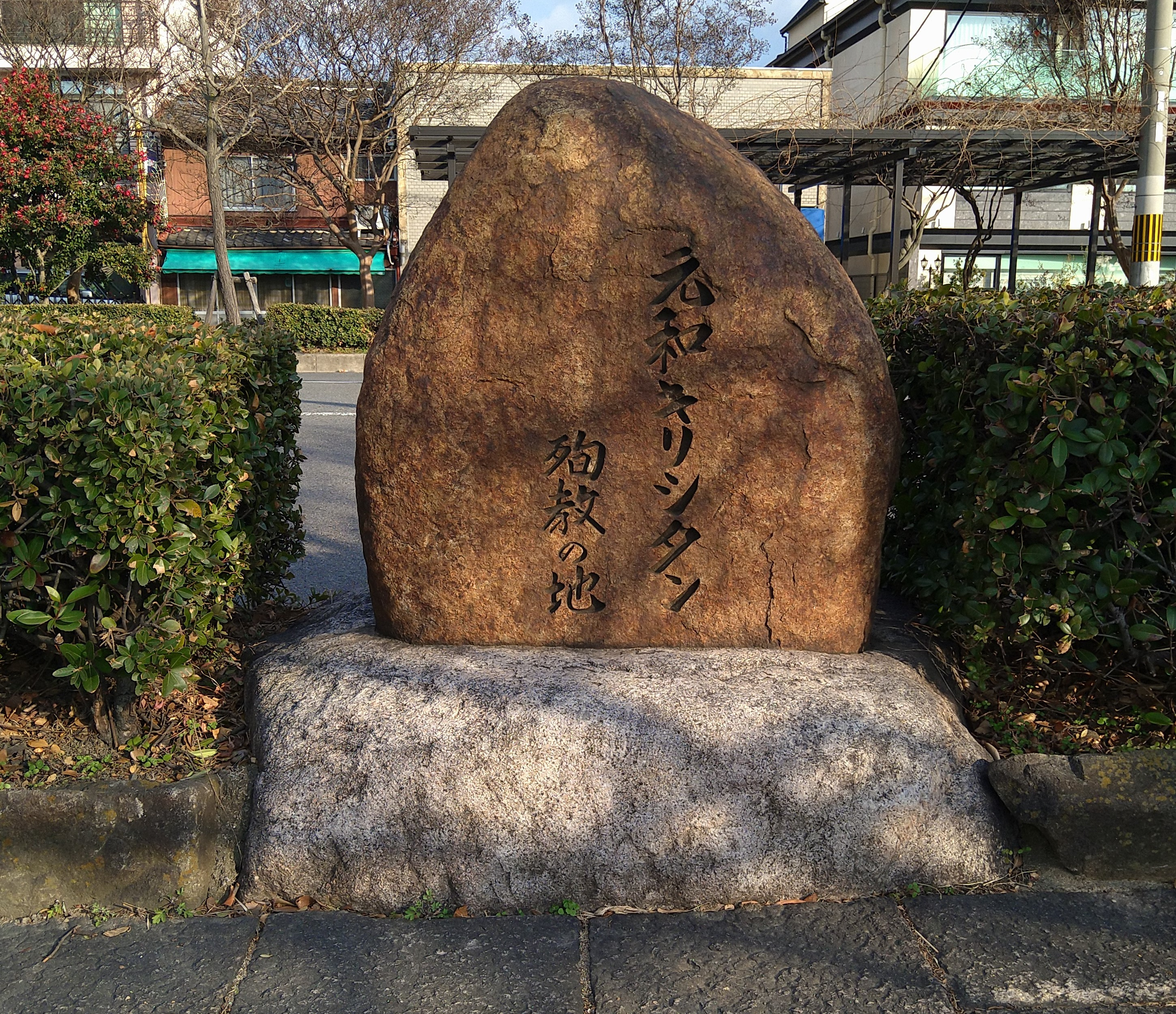
秀忠の命で実行された京都の大殉教で、キリシタン処刑の地に建てられた石碑

家康死後、家康のブレーンとして駿府政権を支えた内、本多正純・秋元泰朝・松平正綱、金地院崇伝・天海・林羅山のように江戸政権に合流する一方、親藩の付家老になったり、それまでの特権を失い一家臣や御用商人の立場に戻った者もいる。家康遺臣の一部を幕閣に合流させた秀忠は将軍親政を開始し、これまで江戸政権を支えた近臣である酒井忠世・土井利勝ら老中を幕府の中枢として、自らリーダーシップを発揮する。また駿府にいた家康旗本を江戸に移し駿河町が新たに整備された。
家康死去の同年元和2年（1616年）にはキリシタン禁制に関連して、中国商船以外の外国船寄港を平戸・長崎に限定した。また子の国松（徳川忠長）を甲府藩主に任じた一方、家康が生前に勘当した弟・松平忠輝を、改めて改易・配流に処した。6月には軍役改定を布告し、親政開始に際して改めて自身の軍権を誇示した。
元和3年（1617年）5月26日に秀忠は諸大名へ所領安堵の黒印・朱印状を与え、同年には寺社への所領安堵状を発している。またこの年に秀忠は諸勢を率いて上洛し、7月21日に参内する。この上洛で秀忠は畿内周辺の大名転封、朝鮮やポルトガル人との面談、畿内周辺の寺社への所領安堵を行い、それまで家康が行っていた朝廷・西国大名・寺社への介入を自身が引き継ぐことを示した。翌元和4年には熊本藩家中の内紛である牛方馬方騒動を裁いた。
元和5年（1619年）に秀忠は再び上洛して、伏見・京のみならず大坂・尼崎・大和郡山を巡っている。この間、およつ御寮人事件に関係した公家の配流、福島正則の改易、大坂の天領化と大坂城の修築と伏見城の破却、徳川頼宣の駿府から紀伊への転封を始めとした諸大名の大規模な移動を命じた。特に家康生前の時代には譜代大名は畿内以東にとどまっていたが、豊後日田藩に石川忠総を転封させたことを皮切りに、播磨の姫路藩に本多忠政、龍野藩に本多政朝、明石藩に小笠原忠真、備後福山藩に水野勝成を転封させ、畿内より西の西国に譜代大名を設置しはじめた。京ではキリシタンの大規模な処刑を命じており、方広寺門前の正面橋近辺で、彼らを方広寺大仏（京の大仏）に向かいあうように磔にし、火あぶりで処刑した（京都の大殉教）。正面橋東詰には現在「元和キリシタン殉教の地」という碑が建てられている。。
元和6年（1620年）6月18日、娘の和子が中宮として後水尾天皇に入内する。9月6日、秀忠の2人の男児竹千代・国松は共に元服して、家光・忠長と名乗る。
元和8年（1622年）1月には諸大名へ妻子を江戸に住まわすことを内々に、また大身家臣の人質も江戸に送ることを命じた。8月には最上騒動を受けて最上義俊を、また山形城受け取りに出向いた本多正純も10月に同地で改易を言い渡された。
また福井藩の松平忠直は、元和6年（1620年）・8年（1622年）に病を理由に参勤交代の中断や滞留を行っており、特に後者は江戸普請中の大名に越前出兵の噂が広がり、密かに出兵準備の指示を国元に命じるようになる。このような状況下で秀忠は元和9年（1623年）2月に忠直へ隠居を迫り、忠直はこれに応じて隠居となり、弟の松平忠昌が家督を継承した。

### 大御所
元和9年（1623年）に上洛をして6月25日に参内、7月上旬に大坂・堺を巡った後、病で上洛が遅れた家光が到着すると、同月27日に将軍職を嫡男・家光に譲る。父・家康に倣って引退後も実権は手放さず、大御所として二元政治を行った。9月に家光と入れ替わりで江戸城西の丸（現・皇居）へ移ったが、駿府に引退した家康に倣って自身は小田原城で政務を執ることを考えており、小田原藩主阿部正次を転封させたが、結局は沙汰止みとなった。同月、秀忠は伊豆・駿河・遠江国の天領、大坂城10万石、忍城10万石を隠居料とし、他の天領は家光に譲った。
寛永3年（1626年）6月に上洛し、7月には大坂へ下向、9月6日から10日まで天皇の二条城への行幸（寛永行幸）の際には家光と共に拝謁した。同月12日に後水尾天皇より太政大臣に任ぜられる。徳川将軍の太政大臣任官は家康、秀忠、徳川家斉の3名のみである。また同15日には妻の江が危篤との知らせ受け忠長らを江戸に返すが、江は15日に江戸で亡くなり、18日に秀忠は訃報を受け取った。10月、秀忠は江戸へ帰った。
寛永6年（1629年）の紫衣事件では朝廷・寺社統制の徹底を示し、寛永7年（1630年）9月12日には孫・女一宮が天皇に即位し（明正天皇）、秀忠は天皇の外戚となった。
寛永8年（1631年）には忠長の領地を召し上げて蟄居を命じる。

### 最期
寛永6年（1629年）頃から秀忠は病の兆候が見えだしていた。左の乳の皮肉の間に塊ができていたという。しかし、それはまだ大したことはなく、東金で狩りをしている。
寛永8年（1631年）2月12日、忠長の行状を聞いたショックから胸のかたまりが再発し、激痛に悩まされた。このため、投薬治療や灸を据えたりしたが、腫物が後ろに回ったという。4月1日に秀忠は平癒したとして西の丸で諸大名からの拝賀を受けたが、6月初旬頃から再度胸の痛みに悩まされた。このため、土井利勝は毎日のように御機嫌伺いをし、医師は投薬治療や鍼治療を行なったという。7月13日付島津家久宛松平定綱書状によると、「秀忠の身体のあちこちが痛んでいる」「御寸白」とあり、サナダムシによって起こる病気であったとしている。
7月30日に秀忠は胸痛の発作を起こし、そのため4人の医師団による相談で投薬治療が行なわれた。8月3日に幕府は諸大名に対して秀忠の病状を伝えた上で、見舞いの参府は無用とした。その後、秀忠は少し回復したが、12月14日の就寝中に再度胸痛の発作を起こした。かなり深刻だったようで、秀忠の弟である徳川御三家が全て江戸城に登城して見舞っている。寛永9年（1632年）正月1日、秀忠は病中のため、袴のみを着た上で御座所で諸大名と年頭の対面を行なった。これが最後の秀忠の政治活動であった。
1月20日には秀忠は遂に薬を受け付けなくなり、1月23日には危篤となる。そして寛永9年1月24日（1632年3月14日）の亥刻（午後10時頃）に薨去。享年54（満52歳没）。

家光に対して
との遺言を残している。また家光に自身の法会は倹約し、霊牌1つの他は何も新しく作ってはならないと命じた。

## 官歴
※日付＝旧暦
- 天正15年（1587年）8月8日、豊臣秀忠として従五位下に叙し、侍従に任官。蔵人頭を兼帯。
- 天正16年（1588年）1月5日、正五位下に昇叙し、武蔵守を兼任。侍従如元。蔵人頭を去る。
- 天正18年（1590年）
  - 1月15日、元服し秀忠と名乗る。
  - 12月29日、従四位下に昇叙し、侍従如元。
- 天正19年（1591年）、正四位下に昇叙し、右近衛権少将に転任。11月8日、豊臣秀忠として参議に補任し右近衛権中将を兼帯。
- 文禄元年（1592年）9月13日、豊臣秀忠として従三位に昇叙し、権中納言に転任。
- 文禄3年（1594年）2月13日、権中納言を辞任。
- 慶長6年（1601年）3月28日、豊臣秀忠として権大納言に転任。
- 慶長7年（1602年）1月8日、従二位に昇叙。権大納言如元。
- 慶長8年（1603年）4月16日、源秀忠として右近衛大将を兼任。
- 慶長10年（1605年）
  - 4月16日、源秀忠として正二位に昇叙し、内大臣に転任。右近衛大将兼任如元。
  - 5月1日、征夷大将軍宣下。
- 慶長11年（1606年）、内大臣と右近衛大将を辞任。
- 慶長19年（1614年）3月9日、従一位に昇叙し、右大臣に転任。
- 元和9年（1623年）7月27日、右大臣を辞任
- 寛永3年（1626年）8月19日、太政大臣に転任。
- 寛永9年（1632年）
  - 1月24日、薨去。
  - 2月10日、贈正一位。

※豊臣秀忠としての宣旨表記に関しては、下村效『日本中世の法と経済」1998年3月 続群書類従完成会発行の論考による。

## 墓所・遺骸について

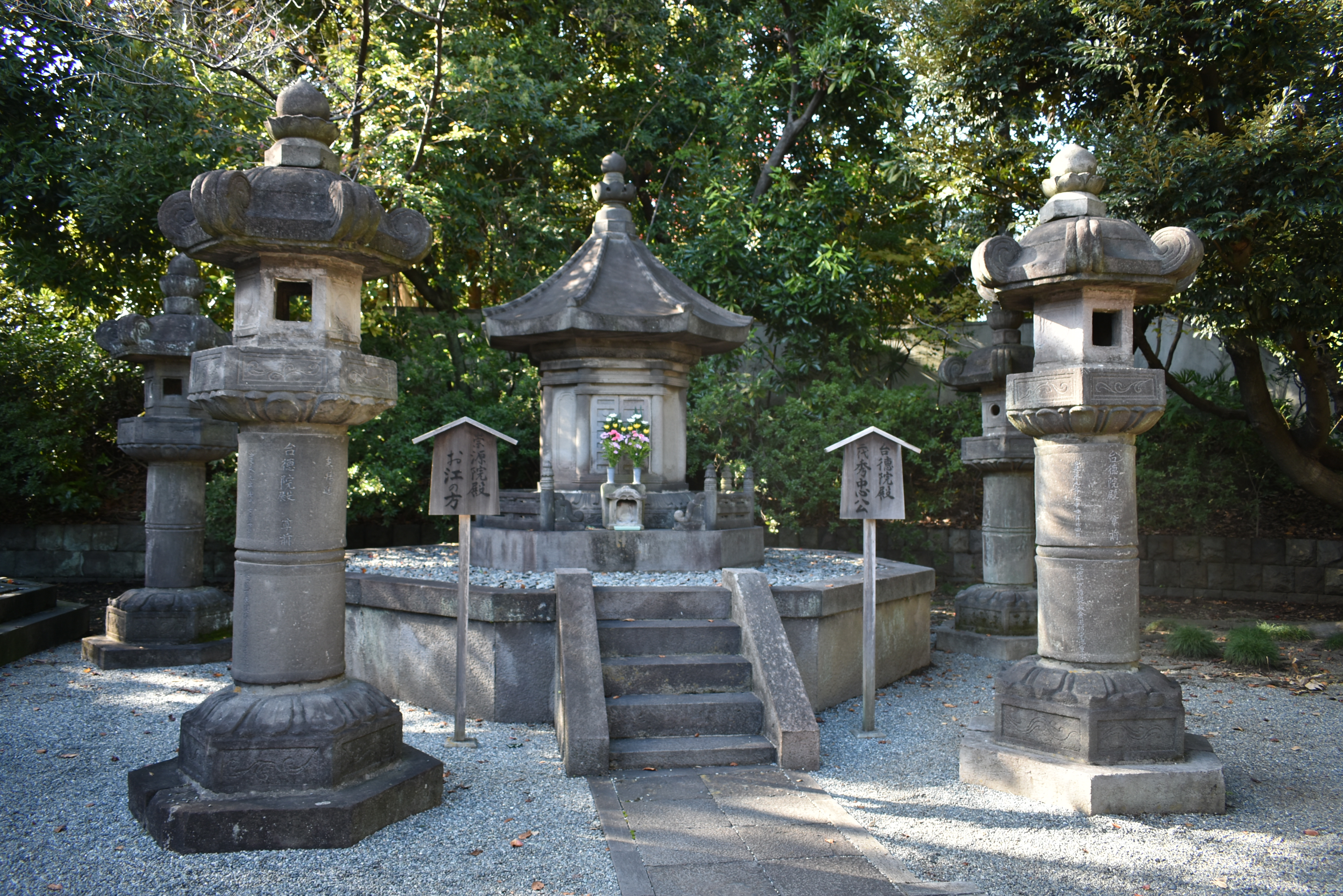
東京都港区芝公園の増上寺にある秀忠、同夫人の宝塔（2019年11月4日撮影）

法名は台徳院殿興蓮社徳譽入西大居士。墓所は東京都港区の一角にあった台徳院霊廟であったが戦災で焼失し、昭和33年（1958年）に台徳院霊廟が増上寺本堂近くに移転改築された際、土葬されていた秀忠の遺骸も桐ヶ谷斎場で荼毘に付されて改葬された。この際に秀忠の遺体の調査が行われたが、その遺体は、棺の蓋や地中の小石等の重みにより、座した姿勢のままその衣服等とともに縦に圧縮され、畳んだ提灯の如くつぶれていた。圧縮により変形が激しく、また骨が著しく分解され軟化していたため、詳細な調査は不可能であった。毛髪等の調査の結果、秀忠の血液型はO型で、四肢骨から推定した身長は157.6cmであった。
また、かつての霊廟室内には宝塔が祀られていたが、こちらも戦災で焼失した。現在は御台所・江（崇源院）と共に合祀されている。

## 戦績

### 関ヶ原の戦い
秀忠は関ヶ原の戦いが初陣であった。彼は3万8,000人の大軍を率いながら、わずか2,000人が籠城する信州上田城を攻め、真田昌幸の前に大敗を喫した（上田合戦）。その惨敗ぶりは「我が軍大いに敗れ、死傷算なし」（『烈祖成蹟』）と記されている。この時の秀忠隊は、当時の慣例により作戦対象の信濃と会津に隣接する封地を持つ徳川譜代で構成していた。ただし同時代史料には大規模な戦闘や大敗の記述は無く、刈田を起因とする小競り合いが家譜類に記されているのみである。
秀忠が上田城攻囲に時間をかけたこと（および大敗したとされること）について、「当初より美濃方面に向かっていた秀忠軍に対して、真田が巧妙に挑発し、それに乗せられた結果として秀忠は関ヶ原の会戦に間に合わなかった」「大局への影響の少ない上田城にこだわった秀忠は器量不足だった」「武断派の榊原康政・大久保忠隣が策士の本多正信を押し切って秀忠を上田城攻撃に駆り立てた」といった図式が小説等で採用されることがある。
しかし、『浅野家文書』によると、秀忠に同行した浅野長政に宛てて「中納言、信州口へ相働かせ侯間、そこもと御大儀侯へども御出陣侯て、諸事御異見頼入侯」とあることから、家康の当初の命令は信州平定であり、秀忠はそれに従っていたにすぎない。『真田家文書』では真田信幸に対して秀忠は8月23日付の書状で昌幸の籠もる上田城を攻略する予定であることを伝え、小県郡に集結するように命じている。秀忠は小山を出陣してから緩やかに行軍し、上田攻略の前線基地となる小諸城には9月2日に着陣した。
一方、岐阜城陥落が早かったことから、江戸の家康は戦略を急遽変更し、秀忠軍に上洛を命じる使者を送り、自身も9月1日に出陣し東海道経由で美濃の前線に向かった。しかし秀忠への使者の行程が豪雨による川の氾濫のため大幅に遅れ、秀忠が実際に上洛命令を受けたのは8日であった（森忠政宛秀忠書状）。秀忠は急いで美濃に向かうが、当時の道幅の狭い隘路が続く中山道は大軍の行軍には適さない上に、その後も川の氾濫で人馬を渡すことができないなど悪条件が重なり、9月15日の関ヶ原開戦に間に合わなかった。
家康は秀忠が間に合わないと察するや、徳川陣営において秀忠を待つか開戦すべきかを協議した。本多忠勝は「秀忠軍を待つべし」と主張し、井伊直政は「即時決戦」を主張した。家康は直政の意見を容れて即時決戦することにした。秀忠は、木曽の馬籠に着いた17日に戦勝報告を受けた。

### 大坂の陣
慶長19年（1614年）の大坂冬の陣出陣のとき、秀忠は10月23日に軍勢を率いて江戸城を出発した。関ヶ原の戦いの時の失敗を取り返そうと、24日に藤沢、26日に三島、27日に清水、28日に掛川、29日には吉田にまで至るという強行軍を続け、秀忠が伏見城に到着したのは11月10日、江戸から伏見まで17日間で到着するという速さであった。このため、秀忠軍の将兵は疲労困憊し、とても戦えるような状況ではなかった。
このときのことを、『当代記』では、次のように記している。
これを知った家康は激怒し、秀忠に軍勢を休ませて徐行して進軍するように命じている。『当代記』では、11月1日に秀忠が岡崎に着いたとき、「揃人数、急度上洛可有儀を、路次中急給故、供奉輩不相揃、軽々敷上給事、不可然」と叱責する使者を出したとまで言われている。ところが秀忠は家康の命令を無視して、11月2日には名古屋、5日には佐和山にまで到着するという強行軍を続けた。このため家康は「大軍数里の行程然るべからざる由、甚だ御腹立」であったと『駿府記』には記されている。
慶長20年（1615年）の大坂夏の陣の直前に行われた軍儀式では、家康、秀忠の双方が先陣を主張した。家康にとっては集大成であり、秀忠にとっては名誉挽回の好機であった。結局、秀忠が頑として譲らなかったため先陣は秀忠が務めたが、総攻撃が開始された5月7日、最激戦となった天王寺口で先陣を務めていたのは家康であり、名誉回復を果たすことはできなかった。

## 人物

### 血筋
奥三河の土豪から伸し上がった徳川家（松平家）は、三河での覇権が確立して後も、かつて同格であった旧同輩の豪族による反乱に悩まされ続けていた。そのような中で、秀忠の母西郷局は土岐氏一門の三河西郷氏の出であり、土岐頼忠の子の西郷頼音を祖とする。三河西郷氏が三河の旧守護代家として、下克上の戦国時代では家格は高かったという。
なお、『寛政重修諸家譜』には以下の記載がある（西郷氏　巻第369）。
西郷正勝　母は吉良上総介義富が女
西郷正勝は西郷局の外祖父であり、秀忠の曽祖父に当たる。これにより秀忠は僅かながら足利氏の傍流である吉良氏の血を引いているといえる。

### 武将としての評価
秀忠を『徳川実紀』では次のように評価している。
このように、兄の信康や秀康、弟の忠吉などは、勇猛である点を評価されている。それに対して秀忠には、武勇や知略での評価は乏しく、またその評価ができるような合戦も経験していない。ただし、秀忠は2代将軍だったため、後半部分で秀忠は温厚な人物だったと弁護している（「仁孝恭謙」と、儒教倫理上での最高の評価をしている）。しかし、当の徳川家による史書でさえ、秀忠の武将としての評価は低かった。
それでも後継者となったのは、家康が秀忠を「守成の時代」の主君に相応しいと考えていたからだと言われている（家康は唐の太宗の治世について記した『貞観政要』を読んでおり、貞観政要には「守成は創業より難し」という一文が存在する）。父の路線を律儀に守り、出来て間もない江戸幕府の基盤を強固にすることを期待されたのであり、結果として秀忠もそれによく応えたと言える。

### 為政者としての評価
公家諸法度、武家諸法度などの法を整備・定着させ、江戸幕府の基礎を固めた為政者としての手腕を高く評価する意見もある。娘の和子を後水尾天皇に嫁がせ皇室を牽制、また紫衣事件では寺社勢力を処断し、武家政権の基礎を確立させた。家康没後は政務に意欲的に取り組んでおり、家康が没した直後の元和2年（1616年）7月、小倉藩主の細川忠興は息子・忠利に「此中、公方様御隙なく色々の御仕置仰せ付けられ候」（最近将軍様は政務に余念がない）と書き送っている。
秀忠に将軍職を譲った後の家康がそうであったように、家光に将軍職を譲った後の秀忠も、大御所として全面的に政務を見ている。作家の海音寺潮五郎は「家康は全て自分で決めた。秀忠はそれには及ばなかったが半分は自分で決めた。家光は全て重臣任せであった。」としている。

### その他
- 『常山紀談』で秀忠の性格は「大変律儀で礼儀正しい人」とある。その理由として、鷹狩の時には出発の太鼓が鳴ると、食事をしていても箸を置き、出かけるほどだったという[32]。
- 大坂の陣の後のことであるが、弟・義直と共に能を観劇している最中に軽度の地震が起こり、女中や小姓が我先にと脱出しようとする中「揺れは激しいが壁や屋根が崩れる兆候はない、下手に動かないほうが安全」と対応を指示している[33]。
- 13歳の時、儒学の講義を受けていた部屋に牛が乱入して騒ぎとなったが、秀忠は冷静に講義を聴き続けていたという逸話がある[33]。
- 骨などから推定される体格は身長158cm程度で[34]、毛むくじゃらの手足をした体格だった[35]。死因は胃癌などの消化器がんなどだったと考えられる[36]。大腿骨の桂状性、脛骨の扁平性の存在など、四肢骨の筋附着部の性状から判断すると、意外と思われるほど筋肉の発達がよく、十分に鍛錬された体である。頭髪は半白であるが、腕の毛と脛毛は濃厚とさえ思える程に黒々として、老境を感じさせない[37]。
- 慶長16年（1611年）、江戸城の女中だった静（浄光院）との間に秀忠の四男・幸松（保科正之）が生まれている。その後も静は正式に側室となることはなく、幸松は高遠藩保科家で養子として養育された。なお、秀忠はその後も幸松を実子として扱うことはなく、自身の遺産分けでも親族扱いはせずあくまで譜代大名の一人としている。
- 江戸上洛の途中、三島宿で鰻を獲ると神罰が当たるという三島明神の池で鰻を数尾獲った小者がいた。そのことを耳にした秀忠は小者を捕えると宿の外れで磔に処した。「神罰を畏れぬ者はいずれ国法をも軽んじて犯すに違いない。それでは天下の政道が成り立たぬ。神罰覿面とはこのことよ」と言った。一罰百戒、厳罰主義の秀忠らしいエピソードである。
- 小倉藩主細川忠興は父・幽斎譲りの脇差「大三原」（『享保名物帳』の同名の刀とは別物）を愛刀としていたが、嫡子忠利が所望しても頑として与えなかった[38]。どういうわけか、この事情は秀忠の耳にも及んでいた[38]。そこで、ある年、細川父子を伴として浅草川に水浴に出かけ、忠興にも一緒に川で水を浴びるように誘った[38]。忠興も、水浴びとなれば、大三原を腰から外さざるを得ない[38]。秀忠は、忠興より先に水浴びを済ませ、川辺に置かれていた大三原を奪い取ると忠利に「余がこれを拝借し、取り次いで、そなたに下賜してやろう。越中（忠興）のやつもまさか異議は申すまい」と大三原を忠利に与えてしまった[38]（『細川忠興公年譜』[39]）。このときのやりとりは実は忠興にも聞こえてはいたのだが、将軍の声には逆らえず、しぶしぶ従ったという[38]。ただし忠利はこのような由来がありながら後に大三原を弟の立孝に譲っている[38]。
- 丹羽長重や小山長門守吉久とは、衆道の関係であったという[40]。
- 茶の湯を古田織部に学んで特に愛好した茶人でもあり、織部が切腹となった後も織部遺愛の道具を用いて茶会、あるいは数寄屋御成を度々行った。
- 2012年、徳川記念財団所蔵が所蔵している歴代将軍の肖像画の紙形（下絵）が公開された[41][42]。秀忠像は白描淡彩本。
- 後世には恐妻家で側室を持ちたくても妻が怖くて持てなかったと伝わる[43]。ただし、徳川政権が大名統制の必要上から一夫一妻制を進めており、将軍がそれを破る訳にはいかなかったからとする異説もある[44]。

## 系譜
- 正室：小姫 - 豊臣秀吉養女、織田信雄長女
- 御台所（継室）：浅井江(崇源院） - 豊臣秀吉養女、浅井長政三女
  - 長女：千姫（天樹院） - 豊臣秀頼室のち本多忠刻室
  - 次女：珠姫（天徳院） - 前田利常室
  - 三女：勝姫（天崇院） - 松平忠直室
  - 四女：初姫（興安院） - 京極忠高室
  - 次男：家光
  - 三男：忠長 - 駿河徳川家祖
  - 五女：東福門院 - 後水尾天皇中宮
- 家女
  - 長男：長丸（慶長6年（1601年）2月[45]または12月3日[46] - 慶長7年（1602年）7月[47]または9月25日[46]、もしくは慶長6年（1601年）9月[48]）
- 侍女：静[注釈 8]
  - 四男：保科正之 - 会津松平家祖

秀忠の養子
- 喜佐姫（龍昌院） - 結城秀康次女、毛利秀就室
- 千代姫（保寿院） - 小笠原秀政娘（祖父は兄の松平信康）、細川忠利室
- ビン姫（雲松院） - 奥平家昌娘（祖母は姉亀姫）堀尾忠晴室
- 茶々姫（のち千に改名、寿光院） - 池田輝政娘（母は姉督姫）、京極高広室[注釈 9]
- 振姫（孝勝院） - 池田輝政娘（母は姉督姫）、伊達忠宗室[49][注釈 10]
- 亀姫（宝珠院） - 松平忠直娘（母は三女勝姫）、高松宮好仁親王室
- 勝姫（円盛院） - 本多忠刻娘（母は長女千姫）、池田光政室
- 鍋姫（法雲院） - 伊達忠宗娘（母は養女振姫（孝勝院））、立花忠茂室
- 鶴姫（福正院） - 榊原康政娘、池田利隆室
- 久姫（梅渓院） - 松平忠良娘（父は秀忠の従兄弟）、黒田忠之室
- 崇法院 - 蒲生秀行娘（母は妹振姫）、加藤忠広室
- 完子 - 豊臣秀勝娘（母は御台所豊臣達子）、九条幸家室
- 小松姫（大蓮院） - 本多忠勝娘、真田信之正室 - 近年の研究では徳川家康の養女とされる。

徳川家綱（第4代将軍）、徳川綱重、徳川綱吉（第5代将軍）は孫。徳川家宣（第6代将軍）・松平清武は曾孫。徳川家継（第7代将軍）は玄孫にあたる。

## 秀忠が偏諱を与えた主な人物
- 有馬忠頼
- 阿部忠吉
- 阿部忠秋（忠吉の次男）
- 池田忠継（甥（姉・督姫の子））
- 池田忠雄（甥（同上）、忠継の弟・養嗣子）
- 石川忠総
- 石川忠義（忠総の養兄・康通の子）
- 大久保忠常（石川忠総の長兄）
- 大久保忠職
- 小笠原忠脩
- 小笠原忠真（忠脩の弟、初め忠政）
- 小笠原忠知（忠真の弟）
- 奥平忠昌（奥平信昌の長男・家昌の子）
- 奥平忠政（甥（姉・亀姫の子）、信昌の三男）
- 奥平忠隆（忠政の子）
- 大須賀忠政
- 加藤忠正
- 加藤忠広（忠正の弟、蒲生忠郷・忠知とは義兄弟）

- 蒲生忠郷（甥（妹・振姫の子））
- 蒲生忠知（甥（同上）、忠郷の弟・養嗣子）
- 京極忠高（娘婿）
- 黒田忠之（初め忠長、忠政）
- 高力忠房
- 西郷忠員
- 榊原忠次（大須賀忠政の長男）
- 里見忠義
- 島田忠正
- 仙石忠政
- 立花忠茂
- 伊達忠宗
- 田中忠政
- 土屋忠直
- 内藤忠興
- 中村忠一（中村一忠の別名）
- 鍋島忠直
- 鍋島忠茂（忠直の叔父）

- 蜂須賀忠英（初め正鎮、忠鎮）
- 福島忠勝
- 細川忠利
- 堀忠俊
- 堀尾忠氏
- 堀尾忠晴（忠氏の子）
- 本多忠政
- 本多忠朝（忠政の弟）
- 本多忠純（正純の弟）
- 牧野忠成
- 松平忠吉（実弟）
- 松平忠輝（実弟）
- 松平忠直（甥（兄・秀康の子）、娘婿）
- 松平忠昌（甥（同上））
- 松平忠明（甥（姉・亀姫の子）、奥平信昌の四男、奥平松平家祖）
- 松平忠良
- 松平忠利（忠良の長男）
- 松平忠憲（忠良の次男・憲良の別名）

- 松平忠頼
- 松平忠重（忠頼の子）
- 松平忠昭
- 松平忠清
- 松平忠利（深溝松平家、初め忠俊）
- 松平忠房
- 松平忠国
- 松平忠晴（忠国の弟）
- 山内忠義
- 山内忠豊（忠義の長男）
- 山内忠直（忠義の次男）

（補足）
- 「忠」の字は祖父の松平広忠から1字を取ったもので、「康」と並んで徳川将軍家の前身である安祥松平家以来通字として用いられてきた字である。広忠と親戚にあたる松平氏の傍流出身の人物や、譜代大名でこの広忠の時代に「忠」の字を与えられた家臣の子孫には、「忠」の字を通字として用いている家柄も多くみられるので、それらに該当する人物は必ずしも秀忠から授与されたとは限らず、一部省略してある。外様大名や譜代大名の中でも父兄に「忠」の字が入っていない人物に関しては確実視してよいだろう（ただし、細川忠興-忠利親子のように、父は織田信忠からの偏諱、子は秀忠からの偏諱という例もある）。
- ちなみに秀忠の次男（嫡男）・竹千代の諱の選定を任された以心崇伝は、これにも秀忠の「忠」の字を与えて「家忠」と名乗らせようとしていたが、花山院家祖・藤原家忠の名乗りと同じになることを避けて、「家光」を選定している。

## 乳兄弟
- 井上正就
- 水野勝成

## 関連作品
小説
- 隆慶一郎『捨て童子・松平忠輝』（講談社、1989年 - 90年、のち講談社文庫ほか）[50]
  - 横山光輝により同タイトルで漫画化[51]。2003年に『野風の笛』のタイトルで宝塚歌劇団・花組が舞台化[52]。
- 戸部新十郎『徳川秀忠』（徳間書店、1991年、徳間文庫、新版2010年）
- 百瀬明治『徳川秀忠―三百年の礎を築いた男』（経営書院、1995年、PHP文庫、1999年）
- 童門冬二『小説 徳川秀忠』（学陽書房・人物文庫、新版2010年）
- 坂上天陽『宿命の兄弟―徳川秀忠と結城秀康』（学研M文庫、2010年）
- 星亮一『徳川秀忠とお江』（学研M文庫、2010年）
- 立石優『徳川秀忠と妻お江―江戸三百年の礎を築いた夫婦の物語』（PHP文庫、2011年）
- 松平アキラ『小説 徳川秀忠と豊臣秀頼』（幻冬舎、2019年）
- 上田秀人『翻弄　盛親と秀忠』（中公文庫、2020年）

テレビドラマ
徳川秀忠が主人公のテレビドラマ
- 『葵 徳川三代』（NHK大河ドラマ、2000年）演：西田敏行

徳川秀忠が登場するテレビドラマ
- 『戦国太平記 真田幸村』（TBS、1966年）演：尾上九朗右衛門
- 『おんな太閤記』（NHK大河ドラマ、1981年）演：佐藤佑介
- 『徳川家康』 （NHK大河ドラマ、1983年)演：勝野洋
- 『功名が辻』（NHK大河ドラマ、2006年）演：中村梅雀
- 『天地人』（NHK大河ドラマ、2009年）演：中川晃教
- 『江〜姫たちの戦国〜』（NHK大河ドラマ、2011年）演：向井理
- 『真田丸』（NHK大河ドラマ、2016年）演：星野源
- 『どうする家康』（NHK大河ドラマ、2023年）演：森崎ウィン

漫画
- 『風雲児たち』（みなもと太郎作、1979年 - 2020年）

楽曲
- さくらゆき『蒼穹』（作詞：遠野ゆき、作曲：田中俊輔）